# 오후의 산책
김정아의 오후의 산책은 TBN 광주교통방송(광주, 목포, 해남, 진도 FM 97.3MHz, 여수, 순천, 광양 FM 103.5MHz)에서 주말 오후 4시부터 6시까지 방송된 광주, 전남지역의 라디오 7080가요, 8090가요, 올드 팝 음악 프로그램이다.

## 프로그램 소개
- 여유롭게 산책하는 시간처럼 따스한 목소리로 일상의 기분 좋은 순간들을 함께 하겠습니다

## 코너 소개

### 매일 코너
- 라떼신청곡 - 토,일 4부 - 라떼 한잔 마시며 내가 듣고 싶은 신청곡을 듣는 시간
- 추억의 부스러기와 고고씽 - 708090로라장음악과 함께 추억의 부스러기를 만나보는 시간

## 요일 코너

### 토요일
- Oldies But Goodies : 명곡은 세월이 흘러도 명곡. 레전드가 된 팝송과 가수의 이야기를 나눠보는 시간
- 영화 속 재즈와 클래식 : 감동적인 영화도 음악이 있어 더 빛난다, 뗄레야 뗄 수 없는 영화속 음악 이야기

### 일요일
- 내가 원조다 : 번안곡과 리메이크, 샘플링의 원조를 알아보는시간
- 음악스케치 : 팝가수 이용호의 라이브와 추천곡을 듣는 시간